# Quercus tonduzii
Quercus tonduzii — вид рослин з родини букових (Fagaceae); ендемік у Коста-Рики.

## Середовище проживання
Ендемік Коста-Рики.